# Empire State
Empire State je americký film z roku 2013. Akční kriminální drama natočil režisér Dito Montiel podle scénáře Adama Mazera, napsaného na základě skutečných událostí z 80. let 20. století. V hlavní roli zaměstnance bezpečnostní služby účinkuje Liam Hemsworth, jemuž sekundují Dwayne Johnson a Emma Robertsová. Do amerických kin byl – jen v omezeném rozsahu – uveden 30. srpna 2013 a už 3. září vyšel na DVD. V českém znění jej 4. prosince 2013 vydala na DVD a blu-ray společnost Bontonfilm.

## Děj
Chris Potamitis (Liam Hemsworth) je z řecké přistěhovalecké rodiny ve Spojených státech, s rodiči a sestrou žije v chudé newyorské čtvrti. Chce se stát policistou, ale není přijat. Nastoupí tedy do bezpečnostní služby Empire v Bronxu, která se zabývá převozy peněz. Překvapí ho, jak značné mezery má zabezpečení a s jakou nedbalostí k tomu přistupují všichni zaměstnanci i vedení firmy. Jeho kamarád Eddie ho přesvědčí k tomu, aby pomohl svého zaměstnavatele vyloupit. Po několika komických kiksech a komplikacích se nakonec loupež podaří. Nudné místo nočního hlídače se pro něj náhle stane noční můrou, když se o něj zajímají policejní vyšetřovatelé, FBI i zločinecký gang.

## Postavy a obsazení
| Původní obsazení | Český dabing       | Postava                |
| ---------------- | ------------------ | ---------------------- |
| Liam Hemsworth   | Michal Holán       | Chris Potamitis        |
| Michael Angarano | Filip Švarc        | Eddie                  |
| Dwayne Johnson   | Martin Zahálka     | detektiv James Ransome |
| Paul Ben-Victor  | Jaroslav Kaňkovský | Tommy                  |
| Jerry Ferrara    |                    | Jimmy „Řek“            |
| Greg Vrotsos     |                    | Mike Dimitriu          |
| Michael Rispoli  |                    | Tony                   |
| Emma Robertsová  | Jana Páleníčková   | Nancy Michaelides      |